# Công viên văn hóa 19/5
Công viên văn hóa 19/5 (hay còn gọi là Lâm Viên 19/5) là một công viên nằm trên đường Ngô Quyền thuộc phường 1, thành phố Cà Mau, tỉnh Cà Mau, Việt Nam.
Công viên văn hóa 19/5 nằm trên địa bàn phường 1 cách trung tâm thành phố Cà Mau chừng 2 km về phía Tây. Công viên Văn hóa hay còn gọi Lâm viên 19-5 là một khu vui chơi giải trí rộng chừng 18,2 ha với nhiều tiểu cảnh gồm vườn hoa, tượng đài, cụm nhà sàn và ao cá Bác Hồ,...
Nơi đây còn giới thiệu đến công chúng nhiều loài sinh vật đặc trưng rừng ngập mặn như cá sấu, ba ba, khỉ, kỳ đà, trăn, rắn... đặc biệt khu vực vườn chim với hàng ngàn con chim (cò, vạc, diệc, cúm núm, vịt trời, cu đất,...) tự nhiên chọn làm nơi trú ngụ. Đây cũng là một trong những điểm tham quan ưa thích của du khách đến Cà Mau.

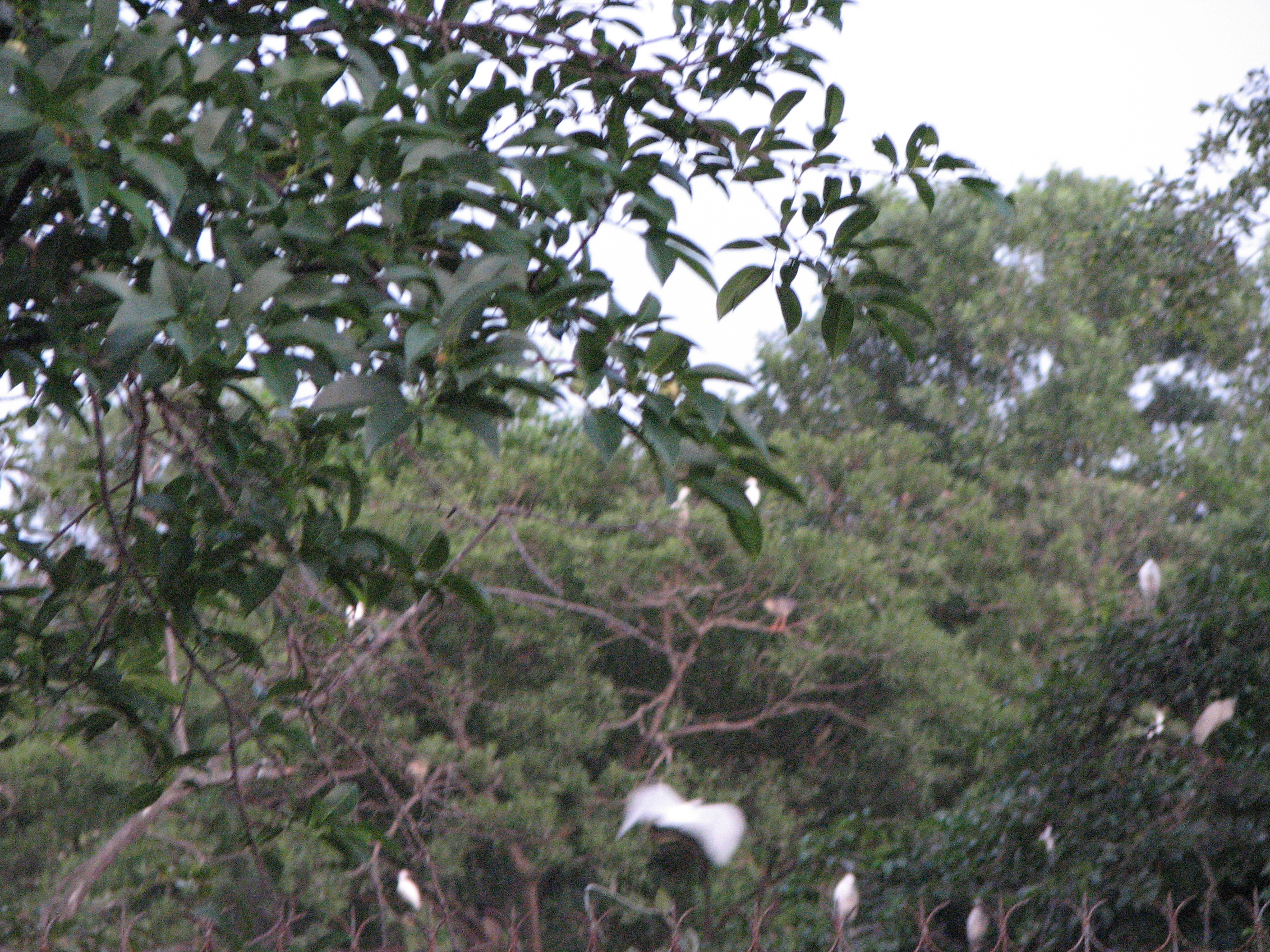
Khu bảo tồn chim tại thành phố Cà Mau

Vườn chim được xây dựng từ năm 1995 nhưng đến khoảng năm 1997 mới chính thức đi vào hoạt động. Trước đây vườn thuộc Sở Lâm nghiệp quản lý, nay đã trực thuộc Sở VHTT tỉnh. Qua các lần mở rộng, hiện diện tích của công viên đã lên đến 18 ha trong đó diện tích vườn chim 8 ha. Ông Phạm Hoài Nam, Phó Giám đốc vườn chim 19/5, cho biết: "Lúc cao điểm, ước tính có khoảng 10.000 con, trong đó cò, còng cọc chiếm 80%, số còn lại là vạc và các loài chim khác".